# Maria Bertilla Boscardin
Sveta Maria Bertilla Boscardin, rođena kao Anna Francesca Boscardin (Brendola, 6. listopada 1888. – Treviso, 20. listopada 1922.), bila je talijanska časna sestra, koja je pripadala kongregaciji Sestara svete Doroteje iz Vicenze. Kao medicinska sestra pomagala je bolesnoj djeci i žrtvama zračnih napada u Prvom svjetskom ratu. Papa Ivan XXIII. proglasio ju je sveticom 1961. godine.
Rođena je u seljačkoj obitelji u Brendoli, gradu podno brda Berici u pokrajini Vicenza u Italiji. Njen otac bio je nasilan i često je pio. Neredovito je išla u školu, jer je pomagala kod kuće, u polju i služila kod obitelji u susjedstvu. S devet godina je primila prvu pričest, dvije godine ranije nego je bio običaj u to vrijeme. Na dar je od župnika dobila katekizam, koji je imala uza sebe sve do smrti. Sa šesnaest godina ušla je u redovničku zajednicu Sestara svete Doroteje, kćeri Presvetih Srca, 8. travnja 1905. godine. Uzela je redovničko ime Maria Bertilla. Bila je skromna i jednostavna pa je rekla: "Ne znam ništa. Siromašna sam, guska. Naučite me. Želim biti svetica."
Nakon početnog razdoblja u kojem se našla radeći u kuhinji, diplomirala je kao medicinska sestra u bolnici Treviso pod upravom njene redovničke zajednice, kamo je poslana. Svoje je zvanje pronašla u skrbi za bolesnike, osobito djecu, tijekom Prvog svjetskog rata. Bila je jako predana svome poslu.
Poznata joj je bila fraza: „Bogu sva slava, bližnjemu sva radost, meni sva žrtva”. S poniznošću je slijedila ovo pravilo Evanđelja: "Naprotiv, tko hoće da među vama bude najveći, neka vam bude poslužitelj. I tko god hoće da među vama bude prvi, neka vam bude sluga. (Mt 20, 26-27)"
S 22 godine prvi put je operirana zbog raka; a preminula je u svojoj 34. godini života, nakon još jedne operacije kojom nije uspjela pobijediti bolest. U trenutku smrti, majci predstojnici rekla je, da kaže svojim časnim sestrama: "Radite samo za Gospodina, sve drugo je ništa". Njeni posmrtni ostaci čuvaju se u Vicenzi, u malom svetištu u matičnoj kući sestara svete Doroteje. Na njenom grobu piše: "odabrana duša herojske dobrote ... anđeoski ublaživač ljudskih patnji na ovom mjestu."
Proces kanonizacije započeo je 1925. godine, a sestra Bertilla je 8. lipnja 1952. proglašena blaženom od strane pape Pija XII. Mariju Bertillu Boscardin papa Ivan XXIII. proglasio je sveticom 11. svibnja 1961. godine. Prisustvovali su njeni roditelji i neki od pacijenata, kojima je pomagala.
Njen spomendan je 20. listopada.